# Ситник (Мінська область)
Ситник (біл. вёска Сітнік) — село в складі Червенського району Мінської області, Білорусь. Село підпорядковане Руднянській сільській раді, розташоване в центральній частині області.